# Taita-Taveta (hạt)
Hạt Taita-Taveta là một hạt thuộc tỉnh Coast ở Kenya. Theo điều tra dân số ngày 24 tháng 8 năm 1999, hạt này có dân số 246671 người. Hạt Taita-Taveta có diện tích 17128 km². Hạt lỵ đóng tại Voi.